# Nicolae Constantinescu (politician)
Nicolae Constantinescu  a fost un politician român, membru al Partidului Național-Liberal. Originar din Argeș, a deținut funcțiile de consilier comunal și județean, fiind ales pentru prima dată în parlament în anul 1884 și din nou în 1888.
A devenit membru al parlamentului la alegerile (cenzitare) din noiembrie 1895, fiind ales în colegiul II din Argeș din partea Partidului Național-Liberal, cu 234 de voturi.